# NGC 1595
NGC 1595 (również PGC 15195) – galaktyka eliptyczna (E3), znajdująca się w gwiazdozbiorze Rylca. Odkrył ją John Herschel 3 grudnia 1837 roku.